# Kim-bøgerne
Kim-bøgerne er en række drengebøger af den danske forfatter Bengt Janus Nielsen (1921-1988) skrevet mellem 1957 og 1973 under pseudonymet Jens K. Holm. Under  pseudonymet Britta Munk skrev han også de kendte Hanne-bøger mellem 1953 og 1959.
Bøgerne handler om de oplevelser, som de halvstore børn Kim, Erik (Holm), Brille (Palle Birk) og Katja kommer ud for, fortrinsvis i deres ferier i et sjællandsk fiskerleje. De tre drenge er klassekammerater fra en skole i København, mens Katja er en pige, de møder i den første bog, som bor i fiskerlejet. De fire opklarer en række ret ublodige kriminalgåder. 
Bøgerne er udgivet på mange sprog verden over. Alle 25 bøger er udgivet på svensk og tysk. Derudover udkom bøgerne bl.a. i Japan, og de blev til en tv-serie i europæisk co-produktion (Kim & Co.) i 26 afsnit fra 1975 til januar 1977, hvor hovedrollen som Kim (med efternavnet Anderson) blev spillet af Simon Fisher-Turner (født november 1954). I samme tv-serie blev Brille til Brillo og betjent Larsen til Constable Rasmussen. I England udkom bøgerne efter tv-serien og var baseret på den.
De danske udgaver er genudgivet flere gange, senest i 2006 af Forlaget Sesam.
I 2013 genoptog Finn Jul Hjortsøe serien med tilladelse fra B.J. Nielsens arvinger. De nye bøger udgives på Forlaget Legimus. Tre af de fire første af disse (nr. 26 og frem) flytter scenen cirka 40 år frem, så de fire hovedpersoner er i 50'erne. Nr. 28 går tilbage til tiden lige efter afslutningen på den sidste af de originale bøger.

## Titler
Den originale serie af Jens K. Holm
1. Kim & Co. – 1957
2. Kim og den forsvundne skat – 1957
3. Kim og betjenten der blev væk – 1957
4. Kim og det store kup – 1958
5. Kim og det mystiske hus – 1958
6. Kim på sporet – 1959
7. Kim og den blå papegøje – 1960
8. Kim og den oversavede dame – 1960
9. Kim og spionerne – 1960
10. Kim og de skjulte juveler – 1961
11. Kim og den røde hane – 1962
12. Kim og læderjakkerne – 1963
13. Kim og smuglerne – 1963
14. Kim og den usynlige mand – 1964
15. Kim i knibe – 1964
16. Kim ta'r affære – 1965
17. Kim og togrøverne – 1965
18. Kim slår igen – 1966
19. Kim klarer alt – 1966
20. Kim og den gavmilde tyv – 1968
21. Kim og den platfodede mand – 1969
22. Kim og bankrøverne – 1970
23. Kim og den første klient – 1971
24. Kim og den brækkede kniv – 1971
25. Kim og edderkoppen – 1972

Den fortsatte serie af Finn Jul Hjortsøe
1. Kim vender tilbage – 2013
2. Kim og bogen der blev væk – 2014
3. Kim og tysklæreren – 2015
4. Kim og guldringen – 2016
5. Kim og den mystiske mand – 2018[3]
6. Kim og pigen i skoven - 2019
7. Kim i Sønderjylland - 2022

## Hovedpersonerne og stedet
De fleste af historierne foregår i et fiktivt fiskerleje mellem Helsingør og Gilleleje, men Kim i knibe foregår i København, og Kim og spionerne foregår i Sverige.
Persongalleriet omfatter blandt andet følgende:
- Kim: Seriens titel- og jeg-person er en ret almindelig dreng, der i sine ferier bor hos sin tante og onkel i fiskerlejet. Kims forældre optræder stort set ikke i bøgerne. I forbindelse med oplevelserne i den første bog skriver Kim om forløbet, og hans manuskript læses tilfældigt af en gæst hos hans tante og onkel. Gæsten er ansat på et forlag og får manuskriptet udgivet som en drengebog. Bogen bliver en succes, og i flere af de følgende bøger laver børnene lidt sjov i begyndelsen med, at de er nødt til at finde en kriminalgåde, de kan løse, så Kim har noget at skrive om. Og sjovt nok sker der så præcist det, at de støder ind i et mysterium.
- Erik: Han og Kim har været bedste venner gennem mange år, og Eriks forældre har sommerhus i samme fiskerleje, som Kims tante og onkel bor i, så derfor har de to drenge været meget sammen i årene forud for begivenhederne i første bog. Erik er kvartettens humørbombe, der som regel kun er i dårligt humør meget kort tid ad gangen. Han beskrives som Kim selv indirekte som en rask dreng. Erik har en hund, Snap, der er af ubestemmelig race, og som tit er med børnene på deres oplevelser. Da hans forældre tilbringer hele sommerferien i deres hus, optræder de – især hans far – undertiden i bøgerne; de beskrives som ganske velhavende. Erik er med til at skrive historien i Kim og togrøverne, da børnene bliver adskilt i en stor del af bogen og ikke oplever det samme.
- Katja: Hun bor fast i fiskerlejet hos sin far, der er videnskabsmand af en slags og flygtet fra Østeuropa – i de første bøger har Kim ikke helt styr på, hvor han er fra, men senere fremgår det, at han er fra Polen. Katjas mor bliver overhovedet ikke omtalt, men indirekte fremgår det, at hun må være dansk; i hvert fald har Katja boet hos sin moster i Danmark, tilsyneladende et stykke tid inden hendes far kom til landet, idet det i første bog beskrives, at hun taler dansk, stort set uden accent. Katja passer hus for sin far og passer i beskrivelsen i de fleste tilfælde ganske godt til det traditionelle kvindelige kønsmønstre fra 1950'erne og 1960'erne. Således sørger hun flere gange for mad og drikke til kvartetten, når de mødes. Kim har fra starten et godt øje til Katja, og der er ingen tvivl om, at han er forelsket i hende, en følelse der ser ud til at være gengældt.
- Brille: Han er klassekammerat med Kim og Erik i København og hedder egentlig Palle Birk. Inden første bog er han ikke rigtig ven med de to andre, der opfatter ham som noget af en nørd, der er dygtig til skolefag som fysik. Brille er i fiskerlejet i de første bøger, fordi hans forældre har lejet et sommerhus, da hans mor, der beskrives som havende et svagt helbred, har brug for den friske luft. Familien er ikke særligt velhavende, men alligevel har Brille en masse remedier, som han pusler med i husets garage, som er et af børnenes faste mødesteder i de første bøger. Brille fremstiller forskellige smarte ting, som hjælper børnene, når de skal løse mysterierne, bl.a. walkie-talkier.

- Larsen: Han er fiskerlejets landbetjent og er garant for, at børnene ikke bryder loven (alt for meget), når de opklarer mysterierne. Han kan ind imellem virke bøs, når han synes, at børnene er for nævenyttige eller for dumdristige, men basalt set er han en rar mand, der måske nok er lidt ærgerlig over alle de forbrydelser, der sker, når børnene er der.
- Frøken Larsen: Hun er Larsens søster, der bor sammen med ham og passer hus for ham. Hun er en barsk dame, som børnene er meget skræmte over, især i seriens begyndelse. Senere bløder hun lidt op, lige som børnene ikke bliver ved med at være så bange for hende, og hun hjælper faktisk til med at løse et enkelt af mysterierne.
- Kims onkel og tante: De bor fast i fiskerlejet og er tilsyneladende barnløse, så især hans tante er gerne begejstret for at have Kim på besøg i ferierne. De har også Brille boende i nogle perioder, når dennes familie ikke har råd til eller mulighed for at leje sommerhus. Det er lidt uklart, hvad parret lever af, men onklen har skrevet en bog, hvilket er årsagen til, at forlagsmanden besøger dem i første bog. Tanten står altid klar med god mad til Kim, og han får som regel meget frie rammer, når han bor hos dem.
- Stoffer: Kælenavn for Kristoffersen, som er fiskerlejets automekaniker. Han er en gammel mand, der er lidt godtroende. Brille er interesseret i motorer, hvilket tiltaler Stoffer, og han hjælper Brille med at udvikle en opfindelse, som denne har gjort. Stoffer udsættes også i en af bøgerne for en forbrydelse, som børnene opklarer.